# Valle del Choapa

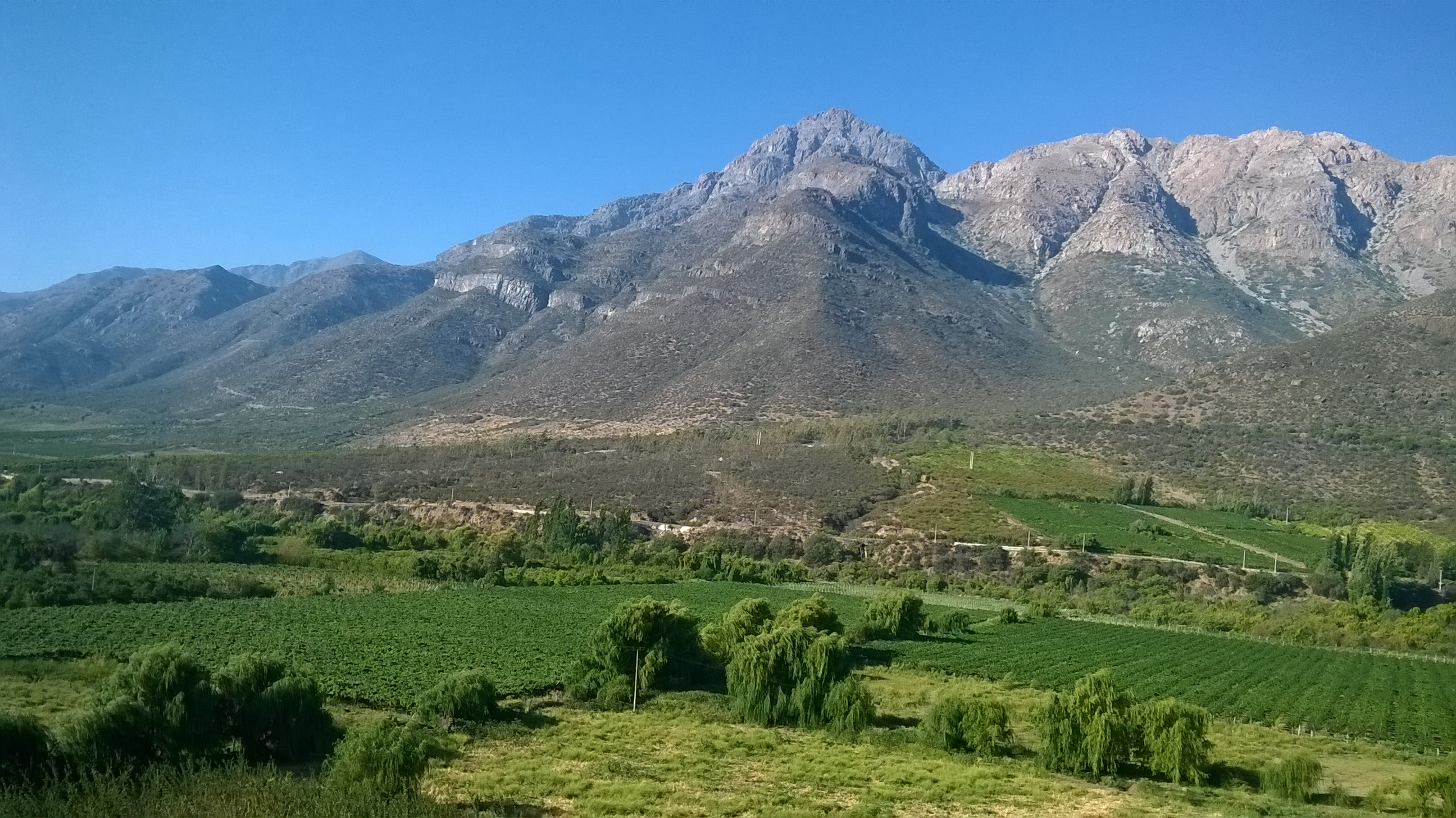
Viñedos del valle del Choapa.

Valle del Choapa es una denominación de origen chilena para vinos procedentes de la subregión vitícola homónima que se ajusten a los requisitos establecidos por el Decreto de Agricultura n.º 464 de 14 de diciembre de 1994, que establece la zonificación vitícola del país y fija las normas para su utilización como denominaciones de origen.
El Valle del Choapa se encuadra dentro de la región vitícola de Coquimbo y comprende la provincia homónima de la Región de Coquimbo. Dentro de esta subregión se distinguen las áreas de Salamanca e Illapel.
De acuerdo al Catastro Vitícola Nacional del año 2013, la Provincia de Choapa contaba con 1.632,18 ha declaradas, este dato incluye las plantaciones de las comunas de Salamanca, Illapel y Combarbalá. De las cuales, 1.492,53 ha estaban destinadas a la producción pisquera (91,44%), mientras que sólo 139,65 ha tenían como destino la producción vitícola (8,56%).